# Brunengeruz
Pour les articles homonymes, voir Brugeron.
?–1106
Entités suivantes :
- Principauté de Liège
- Comté de Louvain

Le Brunengeruz ou Brugeron est un ancien comté situé dans l'actuelle Belgique. Il est également parfois appelé comté de Hoegaarden ou comté de Hougaerde. Il était à l'origine compris dans le pagus de Hesbaye et s'étendait de Tirlemont jusqu'à la Dyle et aux portes de Louvain, de Binkom et Glabbeek jusqu'à Opheylissem, Zétrud, Hoegaarden, Mélin, Roux-Miroir, Chaumont-Gistoux. Brunengeruz signifie « le rœux (essart) de Bruno ».
L'église de Liège, désireuse de s'agrandir, réussit à se faire octroyer tous les droits régaliens que l'on qualifiait de comitatus sur ce territoire. C'est vraisemblablement Alpaïde, épouse de Godefroy de Basse-Lotharingie, qui légua le Brunengeruz à l'église Saint-Lambert. Vers 988, l'empereur Otton III en confirma l'attribution aux princes-évêques de Liège. Mais lorsque l'évêque Baldéric II (1008-1018) s'avisa de commencer la construction d'une forteresse à Hoegaarden, sur la limite extrême de ce territoire, Lambert Ier de Louvain en conçut ombrage. De là le conflit qui amena la bataille de Hoegaarden, en 1013, et consacra la victoire de Lambert sur l'armée épiscopale. Baldéric II paraît avoir dû engager le pays de Brunengeruz au comte de Louvain, qui le tint en fief du prélat. À la fin du XIe siècle, Otbert, usant de la clause de rachat, le retira des mains de Godefroid Ier de Louvain, après un arbitrage qui justifia sa prétention. Il remit le Brunengeruz au comte Albert III de Namur. Les comtes de Louvain récupérèrent le fief plus tard, probablement en 1106, quand l'empereur Henri V désigna Godefroid Ier successeur du duc de Limbourg. Le prince-évêque ne conserva alors que Hoegaarden, Beauvechain, Tourinnes-la-Grosse et Chaumont-Gistoux.

## Sources
- Léon Vanderkindere, La Formation territoriale des principautés belges au Moyen Âge, tome II.